# Edoardo Ignazio Calvo
Edoardo Ignazio Calvo (Torino, 13 ottobre 1773 – Torino, 29 aprile 1804) è stato un poeta e medico italiano.
Per i suoi componimenti in lingua, di robusta ispirazione morale e satirica, è considerato l'iniziatore della poesia piemontese.

## Biografia
Nacque a Torino, nel cui ateneo studiò e si laureò in Medicina, seguendo le orme del padre Carlo, anch'egli medico.
Incline a idee rivoluzionarie, cui diede espressione già a partire dai suoi primi componimenti (in particolare ne Il mondo in statu quo, in italiano, e nella canzone patriottica Passaport dij aristocrat, in piemontese), nel 1797, per il coinvolgimento in alcuni moti scoppiati in Piemonte, emigrò a Parigi. Il disappunto per l’evolvere delle vicende politiche lo indusse ad abbracciare posizioni anti-bonapartistiche.
La sua produzione letteraria più intensa coincise con il rientro in Italia, a seguito dell'occupazione francese del Piemonte: a partire da questo momento, nei suoi componimenti utilizzò quasi esclusivamente la lingua piemontese come veicolo divulgativo ed educativo nei confronti di quegli strati della popolazione che precetti religiosi e regime monarchico rischiavano di rendere superstiziosa e priva di cognizioni. In questo periodo cominciò la stesura delle Fàvole moraj, dodici favole poetiche allegoriche in terzine che diede alle stampe nel 1802, e che vennero pubblicate in molteplici edizioni negli anni successivi: l’opera viene considerata il primo esempio di un genere letterario che si svilupperà nel corso del XIX secolo, e che culminerà con le canzoni di Angelo Brofferio.
Dopo un'ulteriore breve parentesi di esilio da Torino, conseguenza della sconfitta delle truppe francesi per mano dell'esercito russo di Aleksandr Surorov, rientrò in città successivamente alla battaglia di Marengo. Intensificò quindi la sua attività poetica, non senza suscitare reazioni ostili per avere satireggiato in alcune poesie (prima fra tutte A-i ven për tùit la soa ossìa Artaban bastonà) anche il governo rivoluzionario formato da Carlo Botta, Carlo Giulio e Carlo Bossi.
Nel panorama generale della sua opera non mancano tuttavia odi di ispirazione lirica, come Su la vita di campagna, che si discosta dai consueti temi civili e politici e propone un elogio della vita in campagna.
Morì a Torino a soli trent'anni per aver contratto il tifo durante l'assistenza prestata all'ospedale San Giovanni, contagiato dagli stessi pazienti che aveva in cura.
La città di Torino gli ha intitolato una via in zona Piazza Nizza, mentre nel 1973, in occasione del bicenterario della nascita, la Ca dë Studi Piemontèis gli ha dedicato una lapide al civico 41 di via Principe Amedeo.
Fu definito da Camillo Brero come "il primo vero grande poeta della Storia della moderna Letteratura piemontese".

## Opere

### Pubblicazioni autonome
- Follie religiose. Poema in ottava rima scritto in lingua piemontese con note italiane dell'autore, [1797].
- L'aurora dla libertà piemonteisa: canson patriotica sl'aria malgrè toutes les tendresses, Torino, 1799.
- Campana a martel pr' i Piemonteis. Canson patriotica sl' aria dla fanfara, Torino 1798-1799.
- Sairà dij piemonteis: canson patriotica, Torino, [1800].
- Favole morali scritte in terza rima piemontese da messer Edoardo Calvo, Torino 1801-1802.
- Su la vita d'campagna ode piemonteisa, Torino, 1802-1803.
- Le Ridicole illusioni dell'anno 9. Ossia Il Generoso perdono Commedia repubblicana di tre atti in prosa di carattere, ed in lingua Piemontese, Torino, [dopo il 1801].
- La «Bagna caôda», Torino 1911.
- Sur les poisons des animaux dissertation lue a la séance publique de la Société de vaccine de Turin, Torino, 1803-1804.

### Raccolte postume
- Poesie scritte in dialetto piemontese da messer Edoardo Calvo, Torino, 1816.
- Poesie dël medich Edoard Calvo, Torino, 1865.
- L. De Mauri (a cura di), Poesie piemontesi di Edoardo Calvo, Torino, 1901.
- Tutte le poesie piemontesi compresa l'anacreontica Sui Preive, ora per la prima volta stampata, ed il poemetto in versi italiani Il diavolo in statu quo, introduzione di Nino Costa, Torino, 1930.